# Флоренц (автовокзал)
Центральний автобусний вокзал «Флоренц» (чеськ. Ústřední autobusové nádraží Florenc) — комплекс споруд у місті Прага, Чехія, який обслуговує пасажирів регіонального, міжрегіонального та міжнародного сполучення. Найбільший автобусний вокзал Чехії.

## Історія
Автобусний вокзал був відкритий у 1930-х роках під назвою "Слованський вокзал" (Slovanské nádraží) та використовувався для обслуговування міжміських автобусних маршрутів Чехословаччини. Після Другої світової війни автовокзал був перейменований на "Флоренц" (Florenc) на честь італійського міста Флоренція.
У 1970-х роках автовокзал був реконструйований, щоб забезпечити кращі умови для пасажирів та покращити логістику автобусних маршрутів. Зараз він є одним з найбільших та найважливіших транспортних вузлів в Центральній Європі.
У 2011 році на автовокзалі Флоренц відбулася модернізація, включаючи нові каси для квитків та зони очікування пасажирів. Також були встановлені сучасні системи безпеки та контролю доступу, що підвищили рівень безпеки на вокзалі.